# Abbas Kiarostami

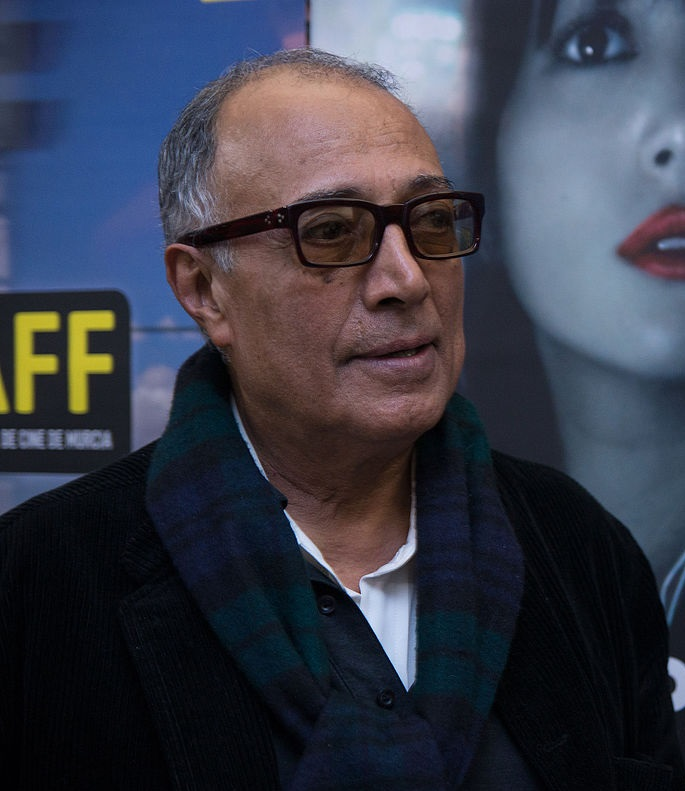
Abbas Kiarostami (2015)

Abbas Kiarostami (anhörenⓘpersisch عباس كيارستمى; * 22. Juni 1940 in Teheran; † 4. Juli 2016 in Paris) war ein iranischer Drehbuchautor, Filmregisseur und Lyriker. Er gilt als einer der großen Regisseure des Weltkinos.

## Leben
Kiarostami wurde in Teheran als Sohn eines Malers und Dekorateurs geboren. Nachdem er als 18-Jähriger einen Malwettbewerb gewonnen hatte, begann er ein Studium an der School of Fine Arts der Universität Teheran. Um seinen Lebensunterhalt zu finanzieren, arbeitete er in dieser Zeit auch als Verkehrspolizist. 1968 beendete er sein Studium mit dem Bachelor-Examen.
1969 drehte er seinen ersten Kurzfilm Nan va Kutcheh. Im Jahr 1974 erschien sein erster vollwertiger Spielfilm Mossafer. Zum Ende der 1980er Jahre wurde Kiarostami durch seinen Film Wo ist das Haus meines Freundes? auch international bekannt.
Die 1969 geschlossene Ehe mit Parvin Amir-Gholi wurde 1982 geschieden. Aus der Beziehung gingen zwei Söhne hervor, Ahmad (* 1971) und Bahman Kiarostami (* 1978). Letzterer ist ebenfalls als Filmregisseur tätig.
Im Juli 2016 starb Kiarostami im Alter von 76 Jahren an den Folgen ärztlicher Behandlungsfehler. Den Aussagen seiner Familie zufolge wurde er vier Monate zuvor im Iran operiert, um Darmpolypen zu entfernen – eigentlich eine Routineoperation. Es folgten drei weitere Operationen, um Schäden, die durch die erste Operation verursacht wurden, u. a. Blutvergiftung, zu beheben. Der Tod verursachte eine hitzige Debatte über das Informationsrecht von Patienten im Iran, da weder Kiarostami noch seine Familie von den Ärzten über den wirklichen Zustand des Patienten informiert wurden und dies im Iran wohl ein weit verbreiteter Missstand ist. Zu spät konnte die Familie reagieren und Kiarostami zur ärztlichen Behandlung nach Paris ausfliegen, wo er dann an den Folgen der zuvor verursachten Komplikationen verstarb. Beigesetzt wurde er auf dem Friedhof der Kleinstadt Lavasan in der Provinz Teheran.

## Werk
Kiarostamis Filme zeigen den Einfluss von Tati, Rossellini und Bresson. Er drehte meist ohne konkretes Drehbuch. Unter Filmemachern werden vor allem Kiarostamis Fähigkeiten im Umgang mit Kinder- und Laiendarstellern gelobt. Wichtig ist sein Werk aber besonders, weil er die soziale Stellung des Kinos und des Regisseurs sowie die realen Beziehungen zwischen Film(kamera) und Objekt zum Thema seiner Filme macht. Das Resultat ist ein Metakino, das zwischen Dokumentation und Fiktion oszilliert. Die Filme scheinen bemüht, ihre Künstlichkeit und Konstruiertheit sichtbar zu machen. Die Grenzen der Möglichkeiten des Kinos werden ausgelotet und oft schließlich doch in einem transzendentalen Akt scheinbar überschritten.
Kiarostamis Werk wird auch durch andere Filmregisseure gewürdigt. So wird etwa Jean-Luc Godard das Zitat zugeschrieben: Der Film beginnt mit D. W. Griffith und endet mit Abbas Kiarostami. Und Martin Scorsese beschreibt Kiarostami als Repräsentanten des höchsten künstlerischen Niveaus im Kino. Der österreichische Regisseur Michael Haneke zählte 2006 Abbas Kiarostami zu den besten lebenden Regisseuren.
Einem breiteren Publikum im Westen sind Kiarostamis Filme aber bis heute noch wenig bekannt. Das Werk Kiarostamis ist in einer engen Beziehung zur iranischen bzw. persischen Lyrik zu erschließen.
Die persische Literatur hat sich hauptsächlich durch die Lyrik tradiert und funktionierte im Laufe der Geschichte als Träger der nationalen Identität der Iraner. Lyrik war unter den historischen Umständen die einzige mögliche Kunst nach der Islamisierung des Landes im siebten Jahrhundert. Kiarostami baut seine Dramaturgie auf dieser poetischen Basis auf, um seine eigene Poesie zu erzählen. Eine Poesie, die nicht die Verfilmung der Poesie, sondern Poesie des modernen Kinos erzählt. So kann man sein Kino einem Genre zuordnen, das eine Mischung der abendländischen und morgenländischen Kultur innehat. Im Unterschied zum poetischen Kino erzählt dieses Genre Kino-Poesie nicht nur vom realen Leben, sondern selbst die Bilder auf der Leinwand leben. Als ob das Publikum dieses Kino auf der Leinwand lebe. In diesem Zusammenhang präsentieren die Bilder die moderne Philosophie des Kinos auf der Leinwand, dass das Kino die Realität sei.
Drei Werke von ihm: Wo ist das Haus meines Freundes?, Und das Leben geht weiter (Das Leben und nichts mehr) und Quer durch den Olivenhain, die als Trilogie bekannt sind, zeigen musterhaft die Entwicklung seines Kinos.
Mehrnaz Saeed-Vafa, Professor für Film und Filmgeschichte am Columbia College Chicago, schreibt über Kiarostamis Lebenswerk: „Sein Einfluss auf das zeitgenössische iranische Kino lässt sich überall erkennen, in seiner Hinwendung zu realistischen, aus dem Leben gegriffenen Geschichten, dem Fokus auf einfache Leute und in der Mischung von Dokumentation und Fiktion. Aber genauso von Bedeutung ist die Schönheit seiner Filme, die Gabe, die Seelen seiner Laiendarsteller und Irans großartige Landschaften zu zeigen. Trotz ihres Minimalismus sind seine Filme zugleich vordergründig einfach als auch tief philosophisch, verspielt und verzweifelt, sie schöpfen ihre Tiefe aus der Menge ihrer Widersprüchlichkeiten.“

## Preise und Auszeichnungen
Abbas Kiarostami hat für seine Filme über 70 internationale Preise gewonnen, den ersten 1970 für Bread and Alley am 5. Tehran International Festival of Films for Children and Young Adults, Iran 1970.
Im Jahr 1997 wurde er bei den Internationalen Filmfestspielen von Cannes mit der Goldenen Palme für seinen Film Der Geschmack der Kirsche ausgezeichnet. Zwei Jahre später erhielt er bei den Filmfestspielen von Venedig verschiedene Auszeichnungen für seinen Film Der Wind wird uns tragen. 2003 erhielt er den Konrad-Wolf-Preis und 2004 den japanischen Praemium Imperiale.
Sein Film Die Liebesfälscher von 2010 gewann auf internationalen Wettbewerben 9 Erste Preise und war für über 20 weitere Preise nominiert, darunter für die Goldene Palme in Cannes.
2014 wurde Kiarostami mit dem Österreichischen Ehrenzeichen für Wissenschaft und Kunst ausgezeichnet.
2016 wurde er postum auf dem 21. Busan International Film Festival (BIFF) als The Asian Filmmaker of the Year ausgezeichnet.
Sein Film Ten (2002) wurde in die Liste der „BBC Culture’s 100 Greatest Films of the 21st Century“ aufgenommen.

## Lyrik
Eine erste Sammlung mit Gedichten von Abbas Kiarostami erschien 1999 in Teheran. Sie besteht aus 221 kurzen, schwebend leichten und lakonisch kräftigen Texten, die eine stilistische Nähe zur japanischen Haikudichtkunst aufweisen. Nachdem sie zuvor ins Englische, Französische und Italienische übersetzt worden war, erschien sie 2004 ins Deutsche übertragen von Shirin Kumm und Hans-Ulrich Müller-Schwefe unter dem Titel In Begleitung des Windes im Suhrkamp Verlag. Das Nachwort schrieb Peter Handke.
- Un loup aux aguets. Trad. du persan par Jean-Claude Carrière et Nahal Tajadod. Paris: Gallimard 2008. ISBN 2-7103-3066-0

## Filmografie
- 1970: Nan va Kutcheh (Kurzfilm)
- 1972: Zang-e Tafrih (Kurzfilm)
- 1973: Tadschrobeh
- 1974: Mossafer
- 1975: Manam Mitunam (Kurzfilm)
- 1975: Do Rahehal baraye yek Massaleh (Kurzfilm)
- 1976: Rang-ha (Kurzfilm)
- 1976: Lebasi baraye Arusi
- 1977: Gozaresh
- 1977: Bozorgdasht-e mo’allem (Kurzfilm)
- 1977: Az Oghat-e Faraghat-e Khod Chegouneh Estefadeh Konim? (Kurzfilm)
- 1978: Rah-e Hal-e Yek (Kurzfilm)
- 1979: Ghazieh-e Shekl-e Aval, Ghazieh-e Shekl-e Dowom (Dokumentation)
- 1980: Behdaasht-e Dandan (Kurzfilm)
- 1981: Be Tartib ya Bedun-e Tartib (Kurzfilm)
- 1982: Hamsarayan (Kurzfilm)
- 1983: Hamshahri (Dokumentation)
- 1983: Dandan Dard (Kurzfilm)
- 1984: Avaliha (Dokumentation)
- 1987: Der Schlüssel (Kelid)
- 1988: Wo ist das Haus meines Freundes? (Khane-ye dust kodjast?)
- 1989: Mashgh-e Shab (Dokumentation)
- 1990: Close-Up (Nema-ye Nazdik)
- 1992: Und das Leben geht weiter (Zendegi va digar hitch)
- 1994: Quer durch den Olivenhain (Zire darakhtan zeytun)
- 1995: A propos de Nice – Wie es weiterging (À propos de Nice, la suite)
- 1997: Der Geschmack der Kirsche (Ta'm e gilass)
- 1999: Der Wind wird uns tragen (Bad ma-ra khahad bord)
- 2001: ABC Africa
- 2002: Ten (Dah)
- 2003: Five Dedicated to Ozu
- 2004: 10 on Ten
- 2005: Tickets
- 2006: Roads of Kiarostami (Dokumentar-Kurzfilm)
- 2007: Kojast jaye residan (Dokumentar-Kurzfilm)
- 2007: Chacun son cinéma ou Ce petit coup au cœur quand la lumière s'éteint et que le film commence (Segment Where is my Romeo?)
- 2008: Shirin
- 2010: Die Liebesfälscher (Copie conforme)
- 2012: Like Someone in Love
- 2016: 24 Frames

## Ausstellungen
- 2012: Abbas Kiarostami: Stille und bewegte Bilder. Museum Situation Kunst, Bochum, danach 2013 im Museum Wiesbaden und in Chemnitz. Katalog.[14]